# Queijada de Évora
A Queijada de Évora é um dos famosos doces do Alentejo que tem a sua origem ligada à cidade de Évora, no Alentejo.

## História
Apesar da origem da Queijada de Évora não ser certa, diz-se que estas remontam para os tempos medievais, mais concretamente para os tempos dos mosteiros e convenmtos. Uma das teorias mais aceites para a origem desta receita, é que foi criada por freiras do convento de Évora, foi sendo passada de geração em geração e sobreviveu até aos dias de hoje.

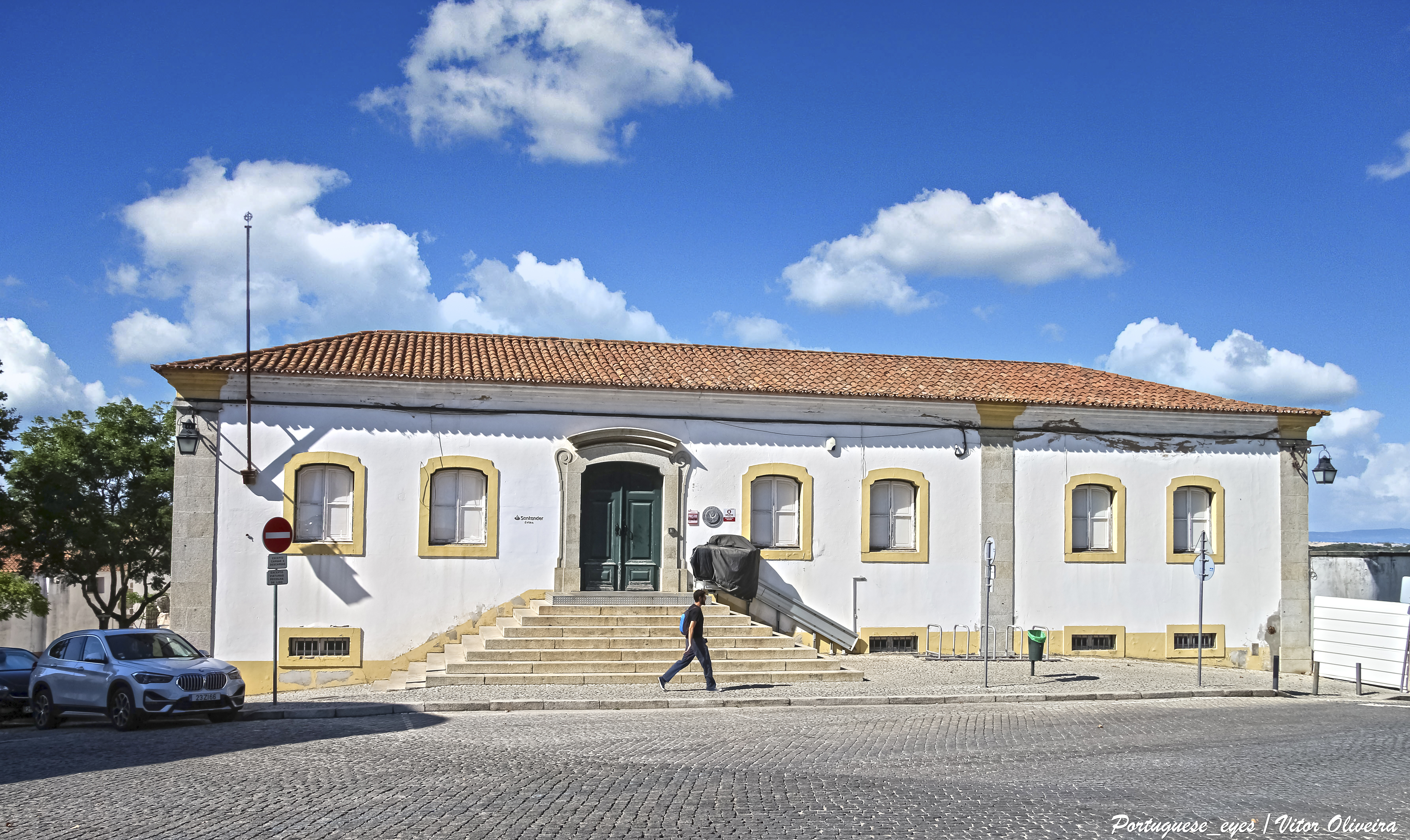
Convento em Évora

## Ingredientes e receita
Os ingredientes necessários para confecionar a massa são farinha, margarina, açúcar em pó, ovos e farinha para polvilhar. Já para o recheio, os ingredientes necessários são queijio fresco, açúcar, farinha, manteiga, gema de ovo.
Para confessionar a massa é necessário juntar a farinha, os ovos e a manteiga derretida para um recepiente, depois é necessário amassar com  as mãos e juntar água com sal até formar uma bola homogénia. Em seguida deve-se envolver a bola em película aderente e pô-la no frigorífico durante uma hora.

Local da origem das Queijadas de Évora

Já para o recheio é apenas juntar o queijo, os ovos, o açúcar, a manteiga derretida e a farinha. Depois tira-se a massa do frigorífico espalhando-a numa forma e pondo o recheio no meio. Finalmente basta pôr no forno até pode ficar ficar dourada.